# Ernst Christian Julius Schering

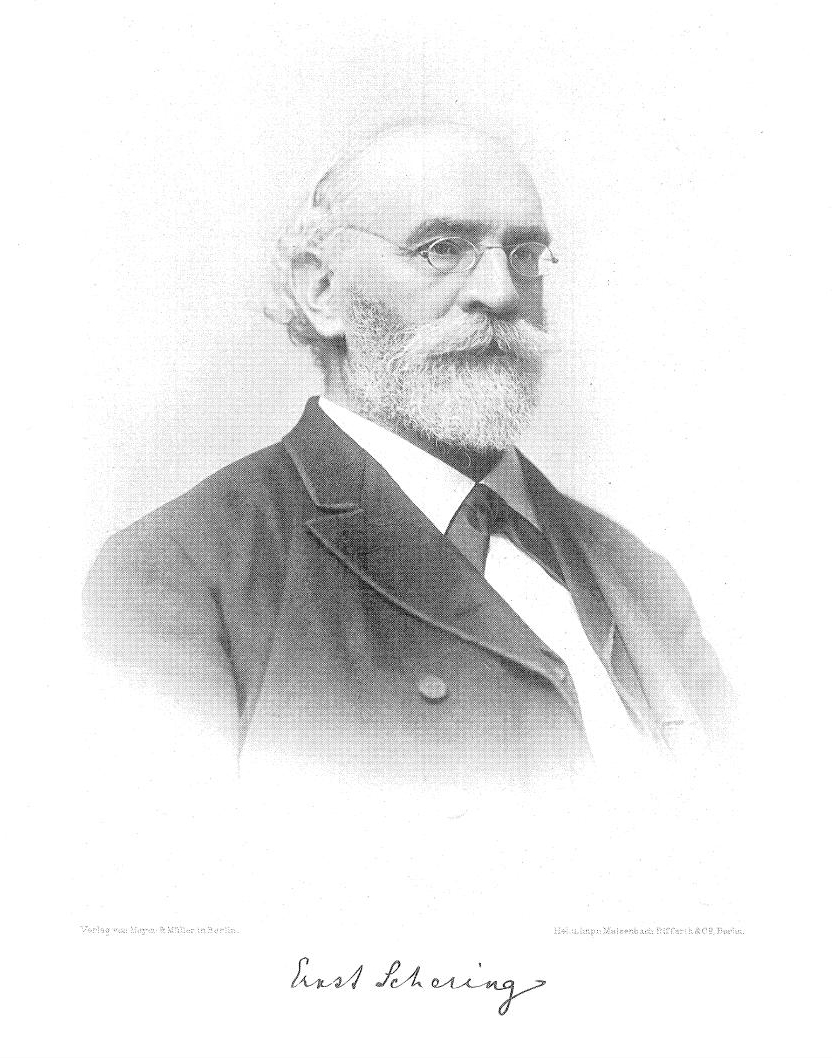
Ernst Schering, Stahlstich

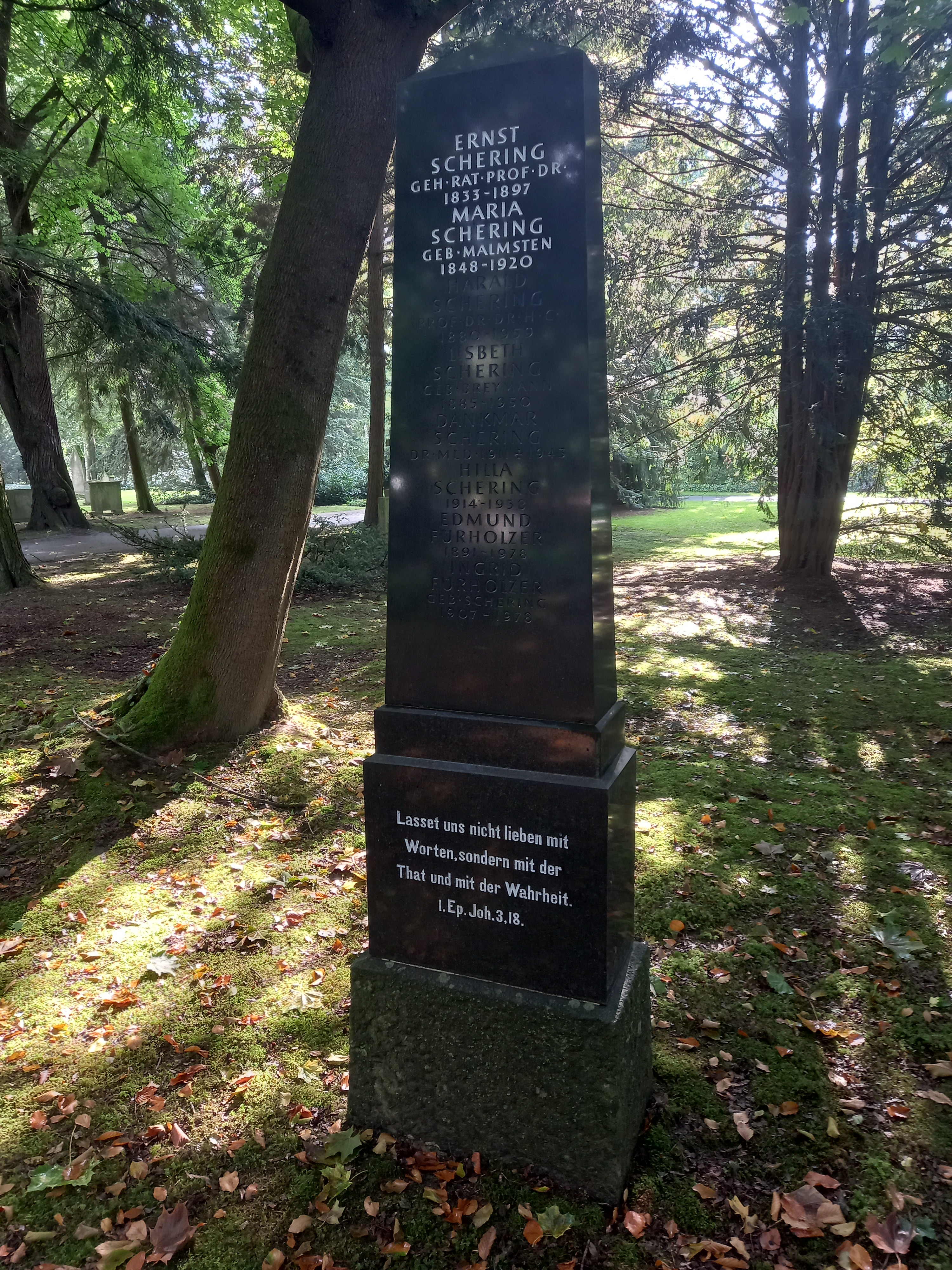
Das Grab von Ernst Christian Julius Schering und seiner Ehefrau Maria geborene Malmstén im Familiengrab auf dem Stadtfriedhof Göttingen

Ernst Christian Julius Schering (* 13. Juli 1833 im Forsthaus Sandbergen bei Bleckede; † 2. November 1897 in Göttingen) war ein deutscher Mathematiker und Herausgeber der Werke von Carl Friedrich Gauß.

## Leben und Wirken
Ernst Schering war der Sohn eines Försters, besuchte das Gymnasium Johanneum in Lüneburg (Abgang mit Mittlerer Reife, er holte sein Abitur 1853 in Hannover nach) und studierte ab 1850 Bauingenieurwesen in Hannover und ab 1852 Mathematik und Physik in Göttingen bei Gauß, Moritz Abraham Stern, Peter Gustav Lejeune Dirichlet, Bernhard Riemann, Wilhelm Eduard Weber. 1857 wurde er promoviert (Zur mathematischen Theorie elektrischer Ströme) und 1858 habilitiert (Über die konforme Abbildung des Ellipsoids auf die Ebene).
1860 wurde er außerordentlicher Professor (nachdem er einen Ruf nach Gießen abgelehnt hatte) und 1868 ordentlicher Professor in Göttingen, gleichzeitig mit seiner Ernennung zum Leiter des Erdmagnetischen Observatoriums, wobei der astronomische Teil der Sternwarte Göttingen von Wilhelm Klinkerfues übernommen wurde. Die Sternwarte war zuvor von Gauß geleitet worden, in dessen Wohnung in der Sternwarte Schering wohnte. Nach dem Selbstmord von Klinkerfues 1884 war er auch zwei Jahre Leiter der astronomischen Abteilung. 1889 wurde Schering Geheimer Regierungsrat.
Schering beschäftigte sich sowohl mit reiner Mathematik als auch mit theoretischer Physik. Ab 1859 war er beauftragt, den Nachlass von Gauß zu ordnen, der 1855 verstorben war. 1863 gab er im Auftrag der Göttinger Akademie der Wissenschaften die Werke von Gauß aus dessen Nachlass heraus, fortgesetzt nach seinem Tod unter Leitung von Felix Klein. Er schrieb auch eine Biographie von Bernhard Riemann, mit dem er eng befreundet war – er stammte aus derselben Gegend wie Riemann und hatte einen ähnlichen frühen Werdegang.
Ab 1861 war er auch mit der Längengradmessung im Königreich Hannover offiziell beauftragt.
Ab 1862 war er Mitglied der Akademie der Wissenschaften zu Göttingen. 1887/88 und 1890/91 war er ihr Direktor. 1875 wurde er korrespondierendes Mitglied der Berliner Akademie der Wissenschaften.
Sein Bruder Karl Schering war Mathematik-Professor in Straßburg und dann Physik-Professor in Darmstadt. Er gab mit Robert Haußner Scherings Werke 1902 und 1909 in zwei Bänden heraus. Sein Sohn Harald Schering war Elektrotechnik-Professor in Hannover und Namensgeber des dortigen Schering-Instituts. Schering war mit der Tochter des Mathematik-Professors in Uppsala (und Mitgründers der Acta Mathematica) Carl Johan Malmstén verheiratet.

## Schriften
- Robert Haußner, Karl Schering (Hrsg.): Gesammelte mathematische Werke von Ernst Schering
  - Erster Band mit Ernst Schering’s Bildnis, Mayer & Müller, Berlin 1902, pdf.
  - Zweiter Band, Mayer & Müller, Berlin 1909.